# Jean-Henri Fabre

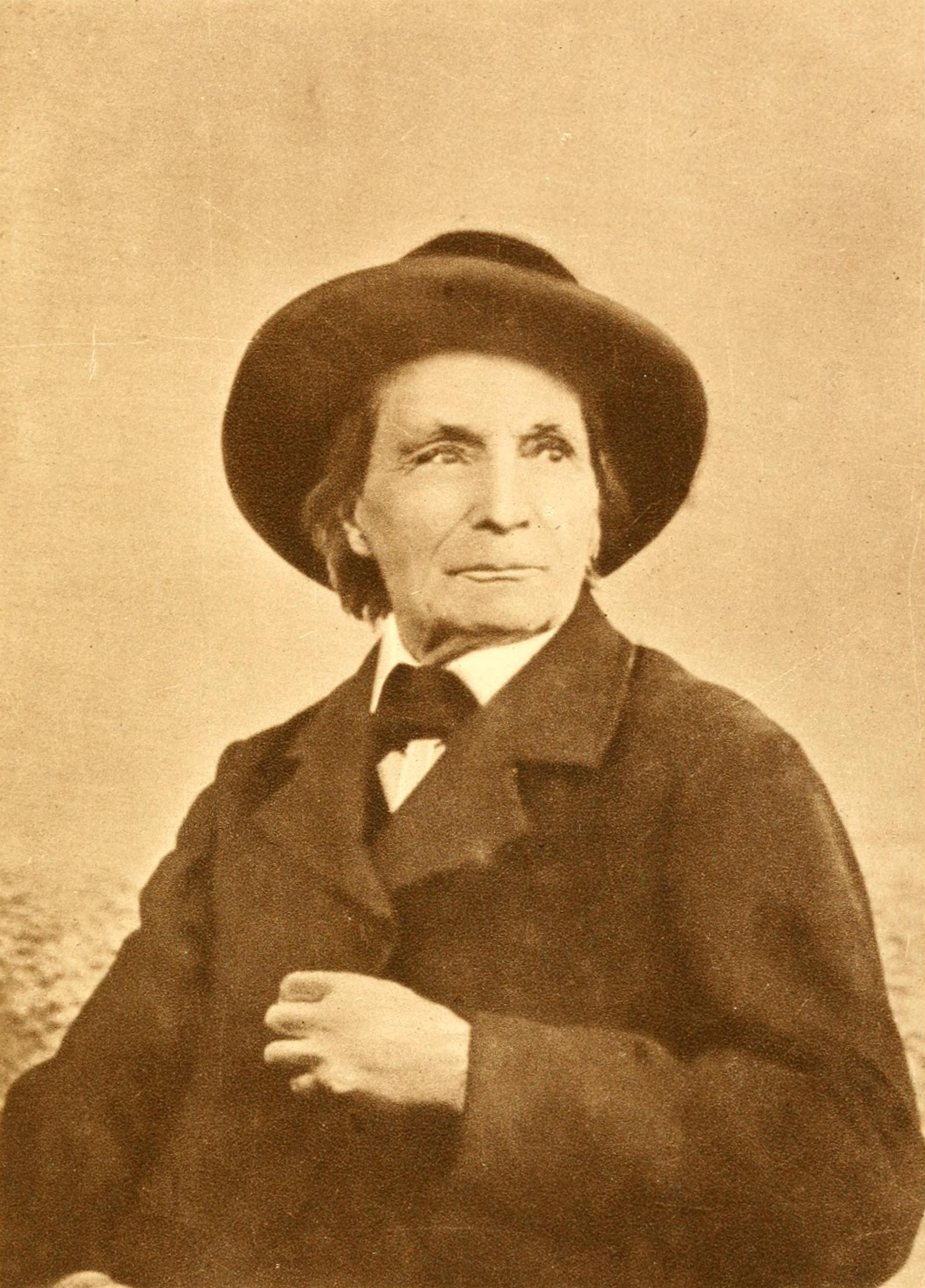
Jean-Henri Fabre

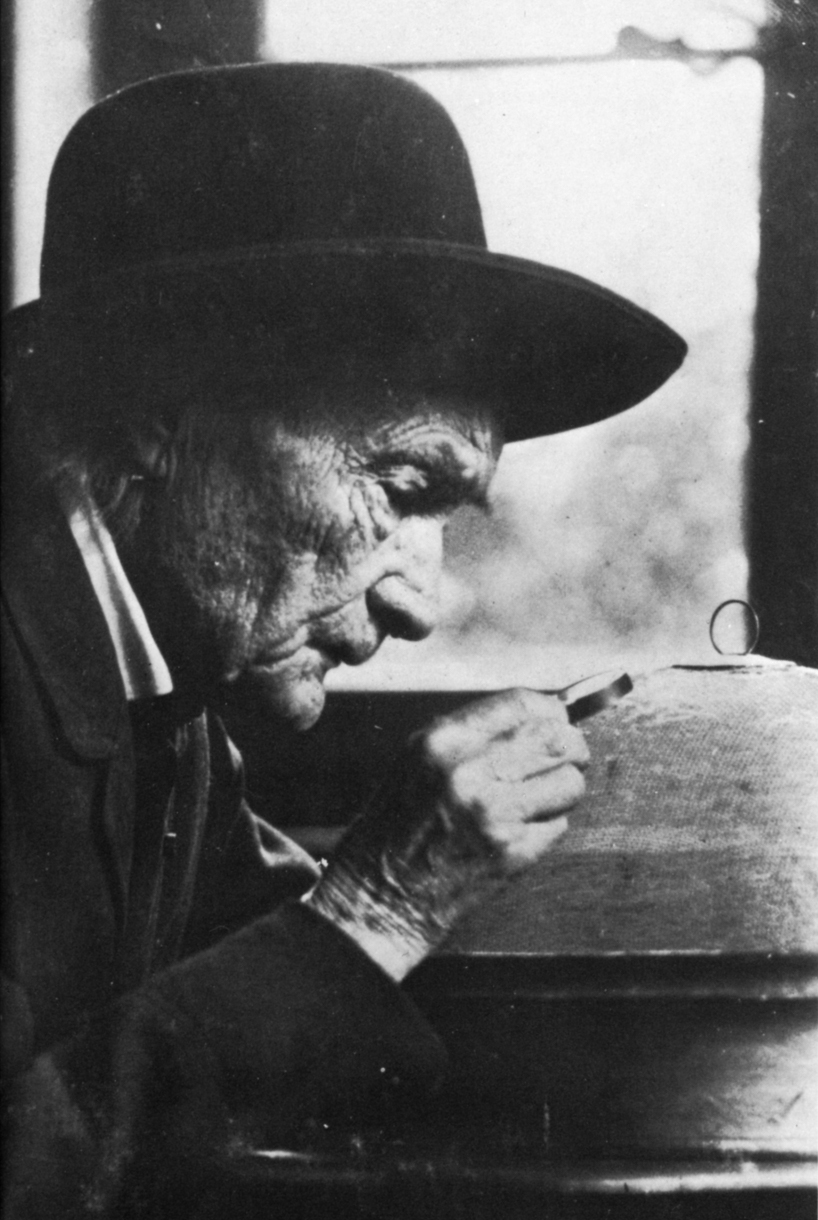
Jean-Henri Fabre, Porträt von Nadar

Jean-Henri Casimir Fabre (* 21. Dezember 1823 in Saint-Léons; † 11. Oktober 1915 in Sérignan-du-Comtat, Département Vaucluse) war ein französischer Naturwissenschaftler (Entomologe), Dichter und Schriftsteller, Mitglied der Académie Française und der Légion d’honneur. Er gilt als ein Wegbereiter der Verhaltensforschung und der Ökophysiologie.

## Leben
Jean-Henri Fabre erlebte in seiner von Armut geprägten Kindheit im Gebiet um Vézins-de-Lévézou die Kargheit der Landschaft des französischen Zentralmassivs. Heute befindet sich in seinem Heimatort Saint-Léons das Micropolis, ein modernes Insektenmuseum. Ein kleines Privatmuseum zeigt außerdem, wie Fabres Geburtshaus ausgesehen haben mag.
Im Alter von zehn Jahren erhielt Fabre ein Stipendium für das Gymnasium in Rodez, wo er in den nächsten Jahren den Grund für seine humanistische Bildung legte. Hier erwarb er Kenntnisse in Latein und Griechisch und hier lernte er Vergil kennen, der seine Beziehung zur Natur besonders formte. 1834 verließ die Familie wegen finanzieller Schwierigkeiten Saint-Léons. Jean-Henri zog mit seinen Eltern nach Toulouse, später nach Montpellier und schließlich 1840 nach Avignon. Dort bestand er mit siebzehn Jahren die Aufnahmeprüfung für das Lehrerseminar. Dank eines Stipendiums konnte er die Ausbildung nach zwei Jahren mit einem Diplom abschließen. Von 1842 bis 1849 war Fabre als Lehrer in Carpentras in der Provence tätig. 1844 holte er das Abitur nach. 1846 erhielt er das Lizenziat für Mathematik und 1848 für Physik. 1855 wurde er an der Naturwissenschaftlichen Fakultät in Paris promoviert. Von 1849 bis 1853 war er als Physiklehrer am Lyzeum in Ajaccio (Korsika) tätig. In dieser Zeit studierte er die Pflanzen und Muscheln Korsikas. 1853 wurde er als Physikprofessor nach Avignon versetzt, wo er bis 1870 wirkte.
Avignon
Nach der Julirevolution von 1830 wurde 1833 ein Gesetz (loi Guizot) zur Reform des öffentlichen Schulwesens erlassen, das die Bildung als ein Mittel zur Versöhnung des erstarkten Bürgertums mit dem nach wie vor unruhigen Volk umorganisieren sollte. Die Modernisierung wurde insbesondere getragen von Victor Duruy, der seit 1863 Kultusminister war. 1867 begann Duruy ein Programm der Erwachsenen- und Mädchenbildung. Er besuchte Fabre in Avignon und gewann diesen für eine Mitarbeit, Fabre übernahm die Veranstaltung von Abendkursen für jedermann. Im Zweiten Kaiserreich hatte die katholische Kirche in Frankreich wieder an Einfluss gewonnen. Sie nahm Anstoß an den Kursen, insbesondere an der Teilnahme von Mädchen. Unter ihrem Druck musste Duruy 1869 als Kultusminister zurücktreten. Auch Fabre bekam den kirchlichen Widerstand zu spüren: Er wurde aus dem Schuldienst entlassen und verlor seine Mietwohnung. Inzwischen waren seine Einkünfte aus der Veröffentlichung von Lehr- und Schulbüchern aber so beträchtlich, dass er den Schritt in die Selbständigkeit wagen wollte. Ein erster Versuch, sich mit seiner Familie in ländlicher Umgebung anzusiedeln, war nicht von Dauer. Erst 1879 konnte er ein Anwesen in Sérignan-du-Comtat im Kanton Orange-Est erwerben. Sein Freund, der englische Politiker und Naturphilosoph John Stuart Mill, der zeitweilig in Avignon lebte, finanzierte den Grundstückskauf mit einem Darlehen von 3.000 Franc. (Der Darlehensbetrag entspricht circa heutigen 24.000 EURO.)
Sérignan-du-Comtat
Sein Harmas nannte Fabre dieses Anwesen. In den Souvenirs Entomologiques schreibt er darüber:

„Das ist es, was ich gesucht habe, hoc erat in votis: ein Stück Land, nein, nicht besonders gross, aber abgeschlossen und geschützt vor neugierigen Blicken; ein Stück Land, verlassen, unfruchtbar, von der Sonne verbrannt, aber günstig für Disteln und Hautflügler. Da kann ich Sandwespe und Grabewespe befragen, ohne von Passanten gestört zu werden […] Hoc erat in votis: ja, das war mein Wunsch, mein Traum, solange verfolgt und immer wieder entrückt in nebelhafte Ferne […] Seit vierzig Jahren kämpfe ich mit unerschütterlichem Mut gegen die kleinlichen Erbärmlichkeiten des Lebens; nun endlich ist das langersehnte Laboratorium Wirklichkeit geworden. Was es mich gekostet hat an beharrlicher, hartnäckiger Mühe, das werde ich nicht zu sagen versuchen. Es ist da und mit ihm – noch schwerer zu bekommen – vielleicht ein wenig Muße […] Es ist ein Harmas. So bezeichnet man auf dem Land eine unbestellte, steinige, dem Thymian überlassene Fläche ...“

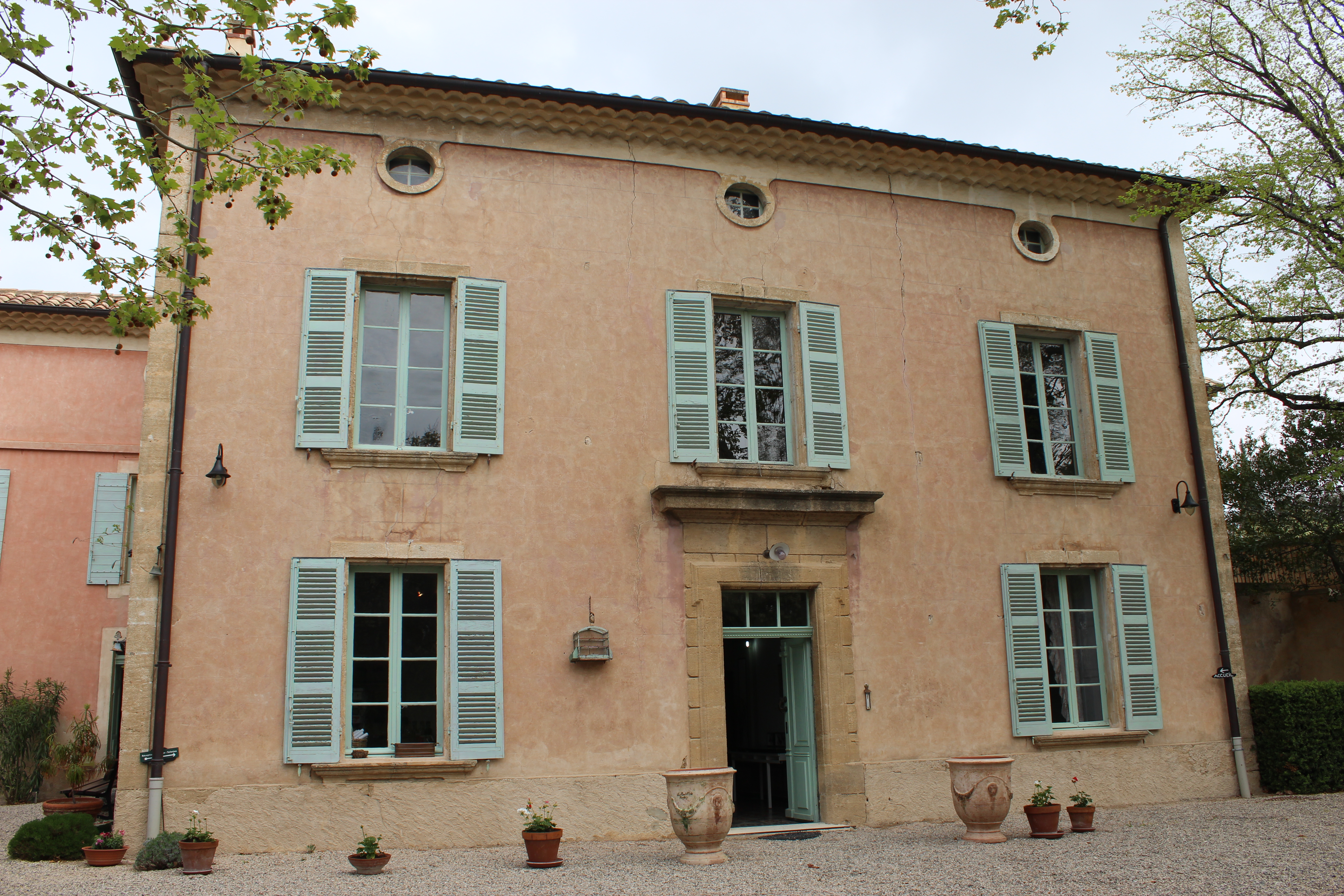
In diesem Haus in Sérignan-du-Comtat hat Fabre über 30 Jahre bis zu seinem Tod gelebt. Heute ist dort das Harmas Museum Jean-Henri Fabre untergebracht.

Nachdem Fabre die lange unbewohnten, vernachlässigten Gebäude saniert und den Garten mit einer Mauer umgeben hatte, wohnte er hier mit seiner Familie bis zu seinem Tod. Seine materielle und geistige Unabhängigkeit verteidigte er – auch um den Preis gelegentlicher Geldsorgen.
Heute ist das Harmas als staatliches Museum der Öffentlichkeit zugänglich. Es liegt in der Nähe von Orange, nicht weit von der Autobahn A7, die Lyon mit dem Süden verbindet. Neben dem Garten und den Wohnräumen ist auch der Arbeitsraum Fabres mit dem winzigen, kaum einen Quadratmeter großen Tisch, an dem er gearbeitet und geschrieben hat, zu sehen. Als eine japanische Firma das berühmte Möbel des Gelehrten nachbaute, verkaufte sie auf Anhieb 10.000 Stück davon.

## Familie
1844 heirateten Jean-Henri Fabre und Marie-Césarine Villard, im selben Jahr wurde die erste Tochter geboren. Insgesamt gingen sieben Kinder aus der Ehe hervor, von denen zwei das Kindesalter nicht überlebten. 1885 starb Marie-Césarine. 1887 heiratete Fabre seine junge Haushälterin Marie-Joséphine Daudel (* 1863), mit der er weitere drei Kinder hatte. Nach dem Tod von Marie-Joséphine versorgte seine Tochter Aglaé ihren Vater. Sie wohnte bis 1931 im Harmas.

## Aktivitäten
Fabre stand mit vielen Größen seiner Zeit im Briefwechsel, insbesondere auch mit Charles Darwin. Dessen Evolutionstheorie gegenüber blieb er jedoch skeptisch, wie er überhaupt allen Theorien und Systemen gegenüber Zurückhaltung zeigte. Seine Stärke war die sorgfältige und genaue Detailbeobachtung, die Feldforschung. Vor allen voreiligen, verallgemeinernden Schlussfolgerungen aus seinen Beobachtungen war er immer auf der Hut. Besonders beschäftigt hat ihn bei zahlreichen Detailbeobachtungen und Versuchen das tierische Instinktverhalten.
Fabre hat zahlreiche Bücher veröffentlicht, mit denen er auf volkstümliche Weise insbesondere der Jugend wissenschaftliche und andere Themen – Chemie, Botanik, Arithmetik, Himmelskunde, Algebra, Trigonometrie, Landwirtschaft usw. – nahezubringen versuchte. Er hatte damit solchen Erfolg, dass er schließlich von seiner Publikationstätigkeit leben konnte. Wenn ihm dabei auch der allgemeine Aufschwung des Bildungswesens zustattenkam, so verdankte er den Durchbruch doch vor allem seinem besonderen pädagogischen Talent. Seine Fähigkeit, komplizierte Sachverhalte und Abläufe in spannender, gut lesbarer Form darzulegen, zeigt sich gerade in den Souvenirs Entomologiques.
Fabre hat auch gemalt, ohne jedoch jemals Zeichen- oder Malunterricht erhalten zu haben. Von Kind auf hatte er besonderes Interesse an Pilzen und so schuf er 616 Aquarelle von Pilzen, nach dem Urteil ausgewiesener Experten sind sie von großer wissenschaftlicher Genauigkeit.
Musiziert hat Fabre ebenfalls. Heute kann man im Harmas das Harmonium besichtigen, auf dem er zur abendlichen Unterhaltung gespielt hat. Er konnte Noten lesen und schreiben und wusste auch hier wie überall zu improvisieren. Einem Freund schickte er eines Tages Noten und Text zu einem von ihm verfassten Lied und schrieb dazu: „... erschrick nicht über die vielen Halbtöne. Ich habe festgestellt, dass Halbtöne auf dem Harmonium sanfter klingen ...“
1912 wurde Fabre für den Nobelpreis für Literatur vorgeschlagen. Die schwedische Akademie zeichnete jedoch in diesem Jahr den deutschen Dichter und Dramatiker Gerhart Hauptmann aus. Seit 1887 war er korrespondierendes Mitglied der Académie des sciences in Paris.
1951 drehte der französische Regisseur Henri Diamant-Berger Monsieur Fabre, einen Film über Jean-Henri Fabres Lebens mit Pierre Fresnay in der Titelrolle.

## Publikationen
Weltbekannt und in viele Sprachen übersetzt sind Fabres Souvenirs Entomologiques (Entomologische Erinnerungen), ein umfangreiches Werk, das er in zehn Serien in der Zeit zwischen 1879 und 1907 veröffentlicht hat. Es verbindet die sorgfältige und genaue Beschreibung von Insektenbeobachtungen mit persönlichen Erinnerungen, Schilderungen der Menschen und der Natur seiner südfranzösischen Heimat und mit Gedichten in französischer und okzitanischer Sprache. Besonders in Japan wird Fabre als ein Mann verehrt, der in vorbildlicher Weise naturwissenschaftliche und literarische Bildung zu vereinen wusste.
In Deutschland waren Fabre und seine Souvenirs Entomologiques lange weitgehend unbekannt. Inzwischen gibt es aber auch Übersetzungen ins Deutsche. Kurt Guggenheim schreibt in seiner Auswahl Das offenbare Geheimnis: „... die Kunst ist in Fabres Werk sozusagen ein Nebenprodukt. So wie über allen seinen Schilderungen der Duft von Thymian und Lavendel ruht, die Sonne der Provence gleißt und der Mistral weht, so hat sich in vielen seiner Kapitel eine unnennbare Poesie ausgebreitet, von der der Leser angerührt wird.“

## Werke (Auswahl)
Französische Gesamtausgaben
- Souvenirs Entomologiques. Études sur l'instinct et les moeurs des insectes - I. Première à cinquième série. Robert Laffont, Paris 2001, ISBN 2-221-05462-8.
- Souvenirs Entomologiques. Études sur l'instinct et les moeurs des insectes II. Sixième à dixième série. Robert Laffont, Paris 1998, ISBN 2-221-05463-6.

Deutschsprachige Ausgaben
- Bilder aus der Insektenwelt. Erste bis vierte Reihe in zwei Bänden. Stuttgart: Kosmos, Franckh’sche Verlagshandlung, Band I: o. J., Band II: 1914.
- Das offenbare Geheimnis. Aus dem Lebenswerk des Insektenforschers (Souvenirs Entomologiques - Études sur l'instinct et les moeurs des insectes [Auswahl]). Artemis, Zürich und München 1977, ISBN 3-7608-0716-X.
- Wunder des Lebendigen. Aus der vielfältigen Welt der Insekten (Souvenirs Entomologiques - Études sur l'instinct et les moeurs des insectes [Auswahl]). Artemis, Zürich und München 1989, ISBN 3-7608-1014-4.
- Bilder aus der Insektenwelt. Einmalige Edition der Kosmos-Originalausgaben von 1908 bis 1914 * Erste bis vierte Reihe (Souvenirs Entomologiques [Auswahl]). Franckh-Kosmos, Stuttgart 2003, ISBN 3-440-09642-4.
- Ein Blick ins Käferleben (Souvenirs Entomologiques [Auswahl]). Franckh-Kosmos, Stuttgart 1910.
- Der Sternhimmel. Vorlesungen für jung und alt aus dem Gebiete der Himmelskunde (bearbeitet von R. Graff). Franckh-Kosmos, Stuttgart 1911.
- Die Luft (L'air, nécessaire à la vie). Friedenauer Presse, Berlin 1985, ISBN 3-921592-18-6.
- Ich aber erforsche sie mitten im Leben! Von der Poesie der Insekten Heinrich und Hahn Verlag, Frankfurt am Main 2008 (Auswahl aus den Souvenirs Entomologiques), ISBN 978-3-86597-047-3.

Deutsche Gesamtausgabe der Souvenirs Entomologiques (Entomologische Erinnerungen)
Die Deutsche Erstausgabe sämtlicher Werke (10 Bände), übersetzt von Friedrich Koch und mit Zeichnungen von Christian Thanhäuser, 2020 mit Band X  abgeschlossen.
- Erinnerungen eines Insektenforschers I. Erster Band der Gesamtausgabe der Souvenirs entomologiques. Matthes & Seitz Berlin, 2009, ISBN 978-3-88221-664-6.
- Erinnerungen eines Insektenforschers II. Zweiter Band der Gesamtausgabe der Souvenirs entomologiques. Matthes & Seitz Berlin, 2010, ISBN 978-3-88221-672-1.
- Erinnerungen eines Insektenforschers III. Dritter Band der Gesamtausgabe der Souvenirs entomologiques. Matthes & Seitz Berlin, 2011, ISBN 978-3-88221-673-8.
- Erinnerungen eines Insektenforschers IV. Vierter Band der Gesamtausgabe der Souvenirs entomologiques. Matthes & Seitz Berlin, 2012, ISBN 978-3-88221-674-5.
- Erinnerungen eines Insektenforschers V. Fünfter Band der Gesamtausgabe der Souvenirs entomologiques. Matthes & Seitz Berlin, 2013, ISBN 978-3-88221-675-2.
- Erinnerungen eines Insektenforschers VI. Sechster Band der Gesamtausgabe der Souvenirs entomologiques. Matthes & Seitz Berlin, 2015, ISBN 978-3-88221-676-9.
- Erinnerungen eines Insektenforschers VII. Siebter Band der Gesamtausgabe der Souvenirs entomologiques. Matthes & Seitz Berlin, 2016, ISBN 978-3-88221-677-6.
- Erinnerungen eines Insektenforschers VIII. Achter Band der Gesamtausgabe der Souvenirs entomologiques. Matthes & Seitz Berlin, 2016, ISBN 978-3-88221-678-3.
- Erinnerungen eines Insektenforschers IX. Neunter Band der Gesamtausgabe der Souvenirs entomologiques. Matthes & Seitz Berlin, 2018, ISBN 978-3-88221-679-0.
- Erinnerungen eines Insektenforschers X. Zehnter Band der Gesamtausgabe der Souvenirs entomologiques. Übersetzungen: Ulrich Kunzmann, Friedrich Koch, Heide Lipecky, Milena Adam,

Illustration: Christian Thanhäuser. Matthes & Seitz Berlin, 2020, ISBN 978-3-88221-680-6.
Zweisprachige Gesamtausgabe der Souvenirs Entomologiques (Entomologische Erinnerungen)
In der zweisprachigen Gesamtausgabe sind der deutsche und der französische Text nebeneinander gestellt, damit ist der unmittelbare Textvergleich erleichtert. Die Ausgabe enthält die Originalzeichnungen von Fabre. Die Herausgabe erfolgt nicht in numerischer Reihenfolge, bisher sind sechs Bände (1, 2, 3, 6, 10, 11) in acht Büchern erschienen (Bände 2 und 10 in zwei Versionen). Die neueren Übersetzungen tragen den Titel Provenzalische Erinnerungen.
- Entomologische Erinnerungen, 1. Serie (1879), zweisprachige Ausgabe, übersetzt von Franz-Josef Wittmann, 2009, lulu.com, ISBN 978-1-4452-5812-6.
- Entomologische Erinnerungen, 2. Serie (1882), zweisprachige Ausgabe, übersetzt von Franz-Josef Wittmann, 2010, lulu.com, ISBN 978-1-4461-0262-6.
- Entomologische Erinnerungen, 10. Serie (1907), zweisprachige Ausgabe, übersetzt von Franz-Josef Wittmann, 2011, lulu.com, ISBN 978-1-4710-2589-1.
- Entomologische Erinnerungen, 6. Serie (1907), zweisprachige Ausgabe, übersetzt von Franz-Josef Wittmann, 2013, lulu.com, ISBN 978-1-291-34892-7.
- Entomologische Erinnerungen, 3. Serie (1886), zweisprachige Ausgabe, übersetzt von Franz-Josef Wittmann, 2013, lulu.com, ISBN 978-1-291-72873-6.
- Provenzalische Erinnerungen, 10. Serie (1907), zweisprachige Ausgabe, übersetzt von Franz-Josef Wittmann, 2016, lulu.com, ISBN 978-1-326-78437-9.
- Provenzalische Erinnerungen, 11. Serie (1886), zweisprachige Ausgabe (zwei Kapitel[4]) und Biographie von Georges-Victor Legros (1925)  übersetzt von Franz-Josef Wittmann, 2016, lulu.com, ISBN 978-1-326-34142-8.
- Provenzalische Erinnerungen, 2. Serie (1882), zweisprachige Ausgabe, übersetzt von Franz-Josef Wittmann, 2017, lulu.com, ISBN 978-1-326-93385-2.